# Aldo Miyashiro
Aldo Marcos Miyashiro Ribeiro (en japonés: 宮城アルド, romanizado: Miyashiro Arudo; distrito de Lima, 9 de febrero de 1976) es un actor, comunicador social, guionista, dramaturgo y presentador de televisión peruano-japonés. Obtuvo reconocimiento al haber interpretado los papeles de Caradura en la teleserie peruana Misterio y Tony Blades en La gran sangre y por ser el conductor del programa nocturno informativo La banda del Chino, de América Televisión.

## Vida personal
Miyashiro es de ascendencia mestiza peruana y japonesa (nikkei). Sus padres fueron Alejandro Miyashiro y Mery Ribeiro. Vivió sus primeros años en Barrios Altos.
Estudió en el colegio Champagnat. Fue estudiante en la Pontificia Universidad Católica del Perú, luego de periodismo en la Escuela Jaime Bausate y Meza (donde inició su actividad teatral) y de actuación en la ENSAD y el taller del dramaturgo Roberto Ángeles. 
En marzo de 2005, se casó con la actriz y cantante Érika Villalobos, con quien tienen dos hijos.
En abril de 2022, las cámaras de Magaly Medina lo captaron en situaciones comprometedoras con su ex-reportera Fiorella Retiz, todo eso causó un escándalo mediático y motivo dos días después la salida temporal de Miyashiro de su programa, y la separación con su esposa. Aun así, Miyashiro y Villalobos permanecieron en la producción de una telenovela protagonizada por ellos mismos en 2023, a pesar de las acusaciones de permanecer su exposición mediática para ganar audiencia.

## Carrera

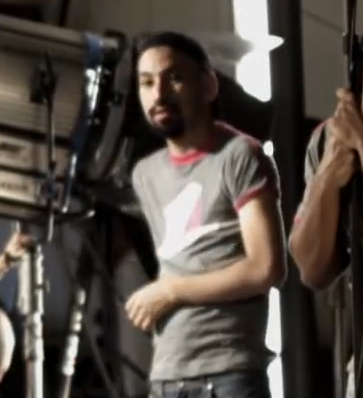
Miyashiro en 2011.

En 2003 estrenó la obra Un misterio, una pasión, que llevó a la televisión en 2004 como la miniserie Misterio, donde interpretó a Caradura. Al año siguiente actuó en la miniserie Lobos de mar.
Su siguiente trabajo en televisión como actor y guionista fue la serie La gran sangre, bajo la producción de Capitán Pérez (una alianza con Jorge Carmona), donde interpretó a Tony Blades. La serie duró cuatro temporadas (de 2006 a 2007) y fue emitida por Frecuencia Latina. En 2007, se estrenó la película de la miniserie, La gran sangre: la película. La alianza se separó prematuramente, en que dejó un proyecto a cargo de Érika Villalobos llamado Perú Power.
En 2008, debutó como presentador del late show Enemigos íntimos junto a Beto Ortiz. Dos años después, el programa se mudó a Panamericana Televisión bajo el nombre de Enemigos públicos.
En el Festival FIL-Lima 2009, su libro Un misterio, una pasión fue el más vendido con aproximadamente 1000 copias.
A la par a su trabajo como presentador, actuó y escribió el guion de dos miniseries, concursó en el reality show de baile El gran show, conducido por Gisela Valcárcel, donde obtuvo el cuarto puesto tras dos meses de competencia. En el año 2015 funda su propia productora AMA Producciones junto a Gilberto Nué, César Fajardo y Haysen Percovich.
En el 2016, fue protagonista de la película Calichín, donde interpretaba a Calichín Delgado. 
Un año después, participó en la película Once machos como Alejandro. Tuvo una segunda entrega en el 2019.
Aparte, fue coprotagonista de la versión peruana de la serie Señores papis como Ignacio Merino.
Actualmente, es conductor del programa nocturno La banda del Chino de la televisora América Televisión, rol donde se mantiene desde el 2017 y comparte conducción junto a Víctor Hugo Dávila, Gabriela Rodríguez, César Seijas y Luigi Monteghirfo.
Aparte, a lo paralelo con La banda del Chino, dirige el equipo de fútbol denominado Once machos FC, que juegan en partidos internos y campeonatos de equipos. También participó en la serie Llauca, bajo la producción de la productora GV Producciones.
En el año 2023, asume el protagónico junto a su expareja Érika Villalobos la telenovela Perdóname bajo el personaje de Lito Acosta.

## Filantropía
En junio de 2020, Miyashiro y un grupo de comunicadores crearon la iniciativa social denominada «La cocina del pueblo» para ayudar a personas en extrema pobreza y a comedores populares y ollas comunes que se vieron afectados por la pandemia de COVID-19.

## Televisión

### Miniseries
Actuó e hizo el guion de las siguientes producciones:
- Misterio (2004) como Caradura — Frecuencia Latina
- Lobos de mar (2006) como Tony Blades — Frecuencia Latina
- La gran sangre (2006-2007) como Tony Blades — Frecuencia Latina
- Golpe a golpe (2007) (participación especial en el primer episodio) como Tony Blades — Frecuencia Latina
- Chico de mi barrio (2010) como Caradura — Panamericana Televisión
- La fuerza (2011) como el Mayor Zero[17] — Panamericana Televisión
- Señores papis (2019) como Ignacio Moreno — América Televisión
- Llauca (2021) como Jokker — Latina Televisión, GV Producciones y Movistar Tv App
- Perdóname (2023) como Aquiles «Lito» Acosta Acosta — América Televisión

### Programas
- Enemigos íntimos (2008-2010), conducción junto a Beto Ortiz — Frecuencia Latina
- Enemigos públicos (2010-2014), conducción inicialmente junto a Beto Ortiz, luego junto a Sandra Vergara y finalmente junto a Mónica Cabrejos — Panamericana Televisión
- El gran show (primera temporada) (2011), participante héroe, ocupando el 4.º puesto — América Televisión
- Malcriados (2011), productor — Panamericana Televisión
- Todos los bravos (2012), productor — Panamericana Televisión
- La batería (2015-2016), conducción junto a Viviana Rivasplata — Panamericana Televisión
- La banda del Chino (2017-2024), conducción — América Televisión
- El artista del año (2021), jurado — América Televisión
- Ocho locos (2025), conducción – América Televisión
- ¡Habla, Chino! (desde 2025), conducción – Willax Televisión

## Teatro

### Como actor
- No amarás (2000)
- Un misterio, una pasión (2003)
- Vino, bate y chocolate de Mariana de Althaus (2004)
- Amores de un siglo (en La señorita Julia de August Strindberg) (2009)
- Amor, divina comedia (2012)
- Virus (2021)

### Como director
- No amarás
- Función velorio (2001)
- Los hijos de los perros no tienen padre (2002)
- Un misterio, una pasión (2003)
- Promoción (2006)
- Amor, divina comedia (2012)
- Atacada, la teoría del dolor (2015)
- La sangre del presidente (2016)[18]
- Once machos (2017)
- Voley (2019)

### Como dramaturgo
- No amarás
- Función velorio (2001)
- Los hijos de los perros no tienen padre (2002)
- Un misterio, una pasión (2003)
- Unicornios (2006)[19]
- Parias
- Agua
- Durmientes
- Promoción (2006, 2013)

## Películas
- Ojos que no ven (2003)
- Porka vida (2004)
- Condominio (2007)
- La gran sangre, la película (2007) como Tony Blades (también dramaturgo).
- Rocanrol 68 (2013) como Rolando Carpio .
- La herencia (2015)
- Atacada, la teoria del dolor (2015) como escritor, director, editor y productor general.
- Calichín (2016) como Calichín Delgado Maldonado.[20]
- Once machos (2017) como Alejandro (también coescritor y director).
- Sangra, grita, late! (2017)
- Amigos en apuros (2018)
- Django: sangre de mi sangre (2018) como Freddy Marquina.
- Once machos 2 (2019) como Alejandro (también coescritor y director).
- Locos de amor 3 (2020)
- Función velorio (2023)